# Дуньэзерс (озеро, Лимбажский край)
Ду́ньэзерс (латыш. Dūņezers; Ду́ню, латыш. Dūņu ezers; Ли́мбажу-Ду́ньэзерс, латыш. Limbažu Dūņezers; устар. Дунь, Дунэзер, Дуне) — проточное озеро у города Лимбажи в Лимбажской волости Лимбажского края Латвии. Относится к бассейну Рижского залива.
Располагается в Лимбажу-Набской древней долине у западной окраины Лимбажской волнистой равнины Идумейской возвышенности. Акватория вытянута в меридиональном направлении на 4,75 км, шириной — до 0,6 км. Уровень уреза воды находится на высоте 49 м над уровнем моря. Площадь водной поверхности — 135,6 га. Наибольшая глубина — 2 м, средняя — 1 м. Площадь водосборного бассейна — 59 км². Из северной оконечности озера вытекает река Светупе, впадающая в Рижский залив.